# Rasmus Cronvall
Bengt Ingemar Rasmus Cronvall, född 20 mars 2002, är en svensk fotbollsspelare som spelar för Varbergs BoIS.

## Karriär
Säsongen 2018 gjorde Cronvall fem mål på 20 matcher i Division 2 för Varbergs GIF. Säsongen 2019 gjorde han 17 mål på 21 matcher och var en viktig del då Varbergs GIF vann Division 3.
I november 2019 värvades Cronvall av Varbergs BoIS. Han gjorde allsvensk debut den 21 juni 2020 i en 2–2-match mot Malmö FF. Cronvall spelade totalt sex allsvenska matcher under säsongen 2020. Cronvall var under säsongen 2020 även utlånad tillbaks till Varbergs GIF, där han gjorde 10 mål på 12 matcher i Division 2.
I mars 2021 lånades Cronvall ut till division 1-klubben Tvååkers IF. Han var under säsongen 2021 även utlånad till Ullareds IK. Under första halvan av 2022 var Cronvall återigen utlånad till Tvååkers IF. Under hösten 2022 lånades han ut till moderklubben Varbergs GIF, ett lån som sedan förlängdes över säsongen 2023.